# La Bigne

La Bigne este o comună în departamentul Calvados, Franța. În 1 ianuarie 2018 avea o populație de 217 de locuitori.